# Andrea Willi
Andrea Willi (ur. 26 maja 1955 w Balzersie) – liechtensteińska polityk i dyplomata.
W latach 1987–1993 była pracownicą ministerstwa spraw zagranicznych. Pełniła funkcje ambasadora swego kraju przy Europejskiej Strefie Wolnego Handlu (EFTA; 1991) i ONZ w Genewie (1992-1993).
Od 1993 do 2001 wchodziła w skład rządu Mario Fricka jako minister spraw zagranicznych i wicepremier. Zajmowała się także sprawami sportu, kultury, młodzieży i wyrównywania szans.